# Instituto das Tecnologias de Informação na Justiça
O Instituto das Tecnologias de Informação na Justiça era até 2012 o organismo público responsável pelas tecnologias da informação na área da Justiça em Portugal.
Actualmente as suas funções são cumpridas pelo Instituto de Gestão Financeira e Equipamentos da Justiça (IGFEJ)
Para além da concepção, implementação e manutenção, desde há dezenas de anos, de vários sistemas de informação estruturantes da administração pública portuguesa como, por exemplo, a base de dados de Identificação Civil, o Ficheiro Central de Pessoas Colectivas ou o Registo Automóvel.
Nos anos mais recentes, este instituto tem sido responsável pela implementação de diversos sistemas de informação de suporte a serviços públicos electrónicos, como a Empresa On-Line, Informação Empresarial Simplificada, Automóvel On-line ou Predial On-Line. É ainda de realçar a participação no projecto Cartão de Cidadão.